# 漳平市
漳平市（しょうへい-し）は中華人民共和国福建省に位置する省直轄の県級市であり、しばらくの間、竜岩市の代理管轄下に置かれている。
烏龍茶では唯一の緊圧茶「漳平水仙」の産地。

## 歴史
1471年（成化7年）、竜岩県より漳平県が分割設置される。

## 行政区画
下部に2街道、11鎮、3郷を管轄する
- 街道
  - 菁城街道、桂林街道
- 鎮
  - 新橋鎮、双洋鎮、永福鎮、渓南鎮、和平鎮、拱橋鎮、象湖鎮、赤水鎮、西園鎮、南洋鎮、芦芝鎮
- 郷
  - 官田郷、吾祠郷、霊地郷

## 交通

### 鉄道
- 中国鉄路総公司
  - 南竜線

（竜岩方面）- 漳平西駅 - 双洋駅 -（三明方面）
  - 漳竜線、鷹廈線
    - 漳平駅

### 道路
- 高速道路
  - 莆永高速道路
  - S7211 永漳高速道路